# Tolentino
Tolentino (Nederlands, verouderd: Tolentijn) is een gemeente in de Italiaanse provincie Macerata (regio Marche) en telt 19.772 inwoners (31-12-2004). De oppervlakte bedraagt 94,9 km², de bevolkingsdichtheid is 208 inwoners per km².

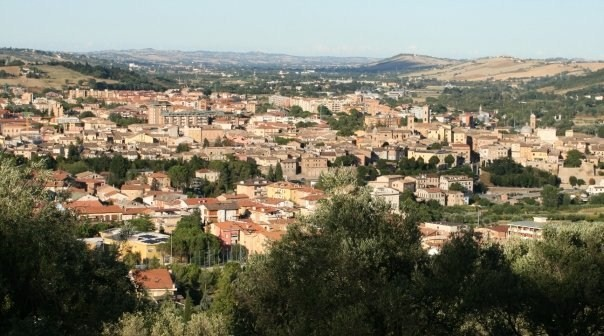
Tolentino
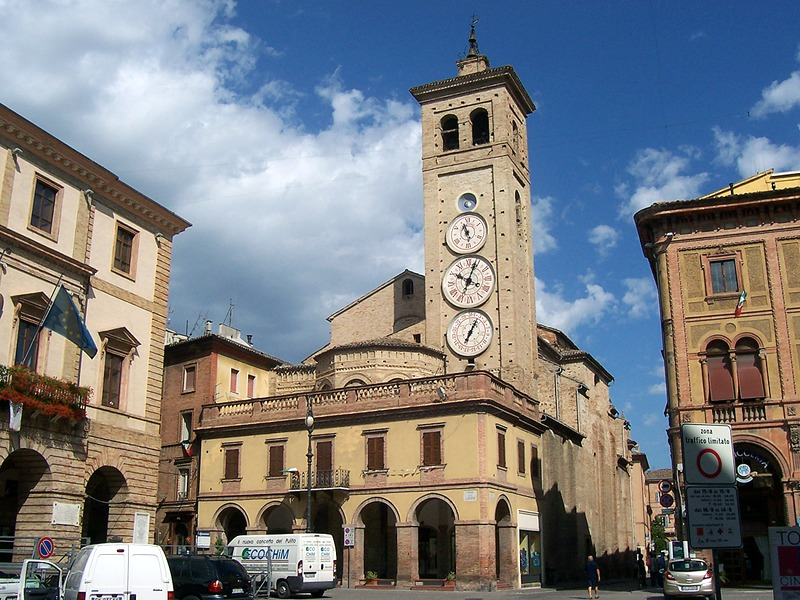
Centrum van Tolentino
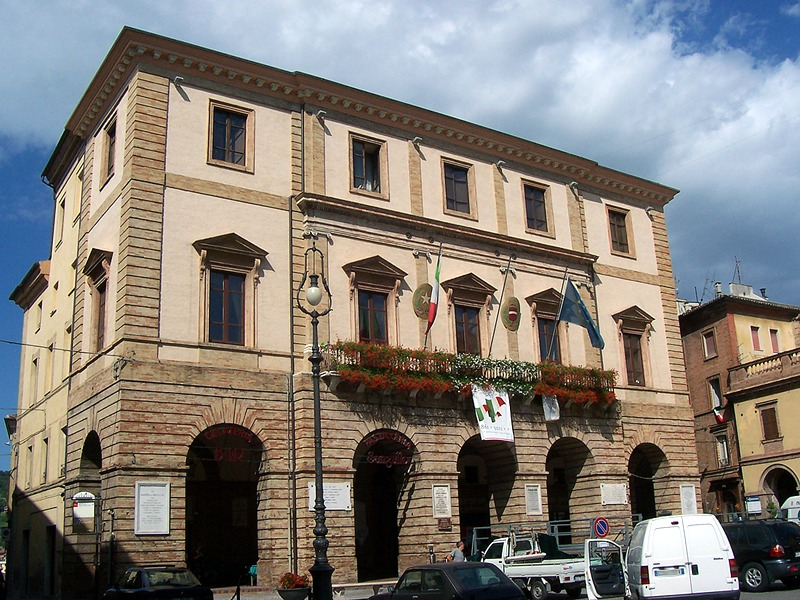
Gemeentehuis
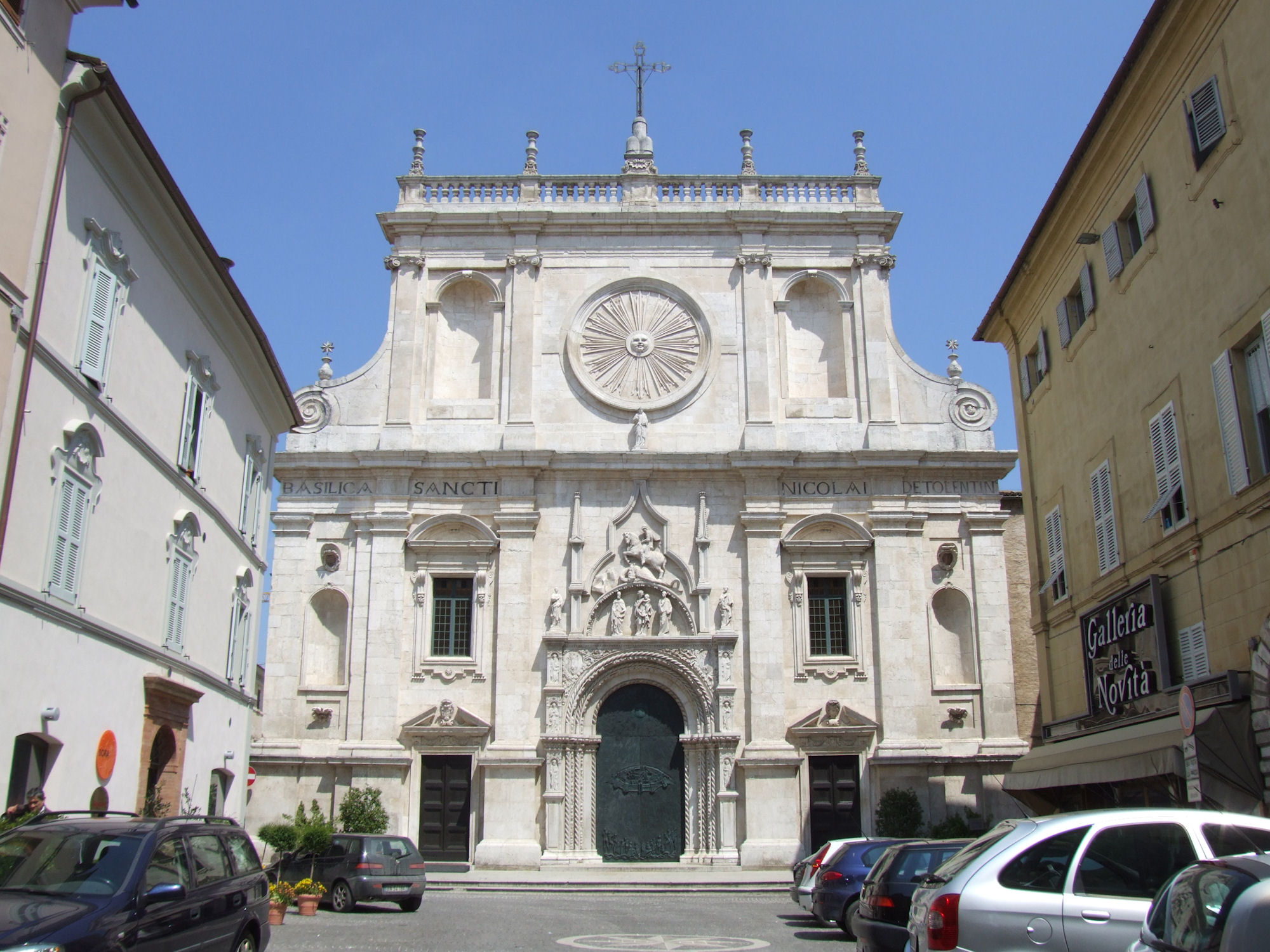
Basiliek van San Nicola

## Demografie
Tolentino telt ongeveer 7701 huishoudens. Het aantal inwoners steeg in de periode 1991-2001 met 1,7% volgens cijfers uit de tienjaarlijkse volkstellingen van ISTAT.
| Jaar | Inwoneraantal |
| ---- | ------------- |
| 1991 | 18.346        |
| 2001 | 18.649        |

## Geografie
De gemeente ligt op ongeveer 256 m boven zeeniveau.
Tolentino grenst aan de volgende gemeenten: Belforte del Chienti, Camporotondo di Fiastrone, Colmurano, Corridonia, Macerata, Petriolo, Pollenza, San Ginesio, San Severino Marche, Serrapetrona, Treia, Urbisaglia.